# 羽ノ浦町古庄
羽ノ浦町古庄（はのうらちょうふるしょう）は、徳島県阿南市の大字。2010年10月1日現在の人口は1,406人、世帯数は514世帯。郵便番号は〒779-1105。

## 地理
阿南市の北部に位置。東は那賀川町西原、西は羽ノ浦町岩脇、南は東流する那賀川を境に柳島町に接する。東部に農村地帯が広がり、在所と呼ばれる。

### 河川
- 那賀川

### 小字
| - 大坪原 - 大道ノ西 - 金住川原 - 金住下り - 腰前 - 下向 | - 高畭 - 中相 - 中川原 - 二輛車 - 野神ノ本 - 張ノ上 | - 張ノ下 - 古野神 - 宮ノ後 - 宮ノ東 - 宮ノ前 - 葭ノ本 |  |

## 歴史
2006年（平成18年）3月20日に那賀郡羽ノ浦町が阿南市と合併し、阿南市羽ノ浦町古庄になる。

## 施設
- 野神神社
- 観音寺

かつて存在した施設
- 古庄駅 - 日本国有鉄道の駅。

## 交通

### 道路
都道府県道
- 徳島県道128号阿南羽ノ浦線
- 徳島県道130号大林津乃峰線

### 路線バス
徳島バス
- 古庄